# Universidade Çankaya
Universidade Çankaya (em turco: Çankaya Üniversitesi) é uma universidade privada, fundada em 1997. Está localizada em Ancara, a capital da Turquia. A maioria dos cursos são ministrados em língua inglesa.